# مارك ماكنيل
مارك ماكنيل (بالإنجليزية: Mark McNeil)‏ هو لاعب كرة قدم بريطاني في مركز الدفاع، ولد في 3 ديسمبر 1962 في بيثنال غرين في المملكة المتحدة. لعب مع نادي ألدرشوت ونادي ليتون أورينت.